# Eydehavn
Eydehavn är en  ort i Arendals kommun i Agder fylke i södra Norge. Orten ligger vid fylkesväg 410, på norra sidan av Tromøysundet. Den ingår i tätorten Arendal.
Orten har tidigare utgjort centralort i de dåvarande kommunerna Stokken respektive Moland i Aust-Agder fylke.